# سيلفي مع أبو مهدي (فلم)
سيلفي مع أبو مهدي فيلم وثائقي من إخراج وحيد فراهاني، يروي قصة أبو مهدي المهندس، قائد قوات الحشد الشعبي، في جبهات المقاومة. 
هذه القصة، من إنتاج مؤسسة أوج للفنون والإعلام (2016)، تروي قصة العمليات المتعلقة بصلاح الدين واستعادة جرف الصخر، التي تُعتبر بداية هزائم داعش. هذا الفيلم الوثائقي من إنتاج سيد هاشم موسوي وكتابة مهدي مطهر، وإخراج وتصوير وحيد فراهاني. مدة الفيلم 45 دقيقة. مُنتج الفيلم هو دار الأفلام الوثائقية للثورة الإسلامية.

## ملخص
يُعرض هذا الفيلم بإيجاز على النحو التالي: "أبو مهدي قائد عراقي في منتصف العمر، لعب آنذاك الدور الرئيسي في التعبئة العامة ضد داعش. قاتل بين الناس ضد التهديدات المشتركة في العراق لسنوات عديدة. والآن، قصة الحرب التي كانت بداية سلسلة هزائم داعش المتتالية حتى يومنا هذا: عملية صلاح الدين واستعادة جرف الصخر".

## مقدمة عن أبو مهدي
جمال جعفر محمد علي الإبراهيم، المعروف بأبي مهدي المهندس (1333-1398)، كان نائب قائد قوات الحشد الشعبي العراقية. كان عضوًا في حزب الدعوة الإسلامية والمجلس الإسلامي الأعلى في العراق، وأحد مؤسسي كتائب حزب الله العراقية وقوات الحشد الشعبي. يُعتبر من أكثر القادة العراقيين تأثيرًا في طرد داعش من العراق. قُتل أبو مهدي مع قاسم سليماني في 3 يناير/كانون الثاني 2019، بالقرب من مطار بغداد، إثر هجوم شنته القوات الأمريكية.

## انظر ايضًا
- محور المقاومة